# Mark Muñoz
Mark Kenery Muñoz, né le 9 février 1978 sur une base militaire américaine à Yokosuka dans la préfecture de Kanagawa, est un pratiquant professionnel de MMA américain. Il combat actuellement à l'Ultimate Fighting Championship dans la division poids moyens. Il est aussi ceinture violette de jiu-jitsu brésilien.

## Parcours en MMA

### Ultimate Fighting Championship
Mark Muñoz devait affronter Michael Bisping lors d'un évènement UFC à Manchester, le 26 octobre 2013. Cependant, à un mois de l'échéance, Bisping annule sa participation à cet UFC Fight Night 30 à cause d'une blessure à l’œil. Lyoto Machida est alors choisi comme nouvel adversaire. Muñoz se fait assomer par un coup de pied à la tête et perd ce match par KO au 1er round.

## Palmarès en MMA
| 20 combats     | 14 victoires | 6 défaites |
| Par KO         | 6            | 3          |
| Par soumission | 1            | 2          |
| Sur décision   | 7            | 1          |

| Résultat | Record | Adversaire     | Méthode                                 | Événement                          | Date              | Round | Temps | Lieu                                    | Notes                                         |
| -------- | ------ | -------------- | --------------------------------------- | ---------------------------------- | ----------------- | ----- | ----- | --------------------------------------- | --------------------------------------------- |
| Victoire | 14-6   | Luke Barnatt   | Décision unanime                        | UFC Fight Night: Edgar vs. Faber   | 16 mai 2015       | 3     | 5:00  | Pasay, Philippines                      | Prend sa retraite                             |
| Défaite  | 13-6   | Roan Carneiro  | Soumission technique (rear naked choke) | UFC 184: Rousey vs. Zingano        | 28 février 2015   | 1     | 1:40  | Los Angeles, Californie, États-Unis     |                                               |
| Défaite  | 13-5   | Gegard Mousasi | Soumission (rear naked choke)           | UFC Fight Night: Muñoz vs. Mousasi | 31 mai 2014       | 1     | 3:57  | Berlin, Allemagne                       |                                               |
| Défaite  | 13-4   | Lyoto Machida  | KO (coup de pied à la tête)             | UFC Fight Night: Machida vs. Muñoz | 26 octobre 2013   | 1     | 3:10  | Manchester, Angleterre                  |                                               |
| Victoire | 13-3   | Tim Boetsch    | Décision unanime                        | UFC 162: Silva vs. Weidman         | 6 juillet 2013    | 3     | 5:00  | Las Vegas, Nevada, États-Unis           |                                               |
| Défaite  | 12-3   | Chris Weidman  | KO (coups de coude et coups de poing)   | UFC on Fuel TV: Munoz vs. Weidman  | 11 juillet 2012   | 2     | 1:37  | San José, Californie, États-Unis        |                                               |
| Victoire | 12-2   | Chris Leben    | TKO (arrêt du coin)                     | UFC 138: Leben vs. Muñoz           | 5 novembre 2011   | 2     | 5:00  | Birmingham, Angleterre                  | Premier combat en 5 rounds sans enjeu à l'UFC |
| Victoire | 11-2   | Demian Maia    | Décision unanime                        | UFC 131: Dos Santos vs. Carwin     | 11 juin 2011      | 3     | 5:00  | Vancouver, Colombie-Britannique, Canada |                                               |
| Victoire | 10-2   | CB Dollaway    | KO (coups de poing)                     | UFC Live: Sanchez vs. Kampmann     | 3 mars 2011       | 1     | 0:54  | Louisville, Kentucky, États-Unis        |                                               |
| Victoire | 9-2    | Aaron Simpson  | Décision unanime                        | UFC 123: Rampage vs. Machida       | 20 novembre 2010  | 3     | 5:00  | Auburn Hills, Michigan, États-Unis      |                                               |
| Défaite  | 8-2    | Yushin Okami   | Décision partagée                       | UFC Live: Jones vs. Matyushenko    | 1er août 2010     | 3     | 5:00  | San Diego, Californie, États-Unis       |                                               |
| Victoire | 8-1    | Kendall Grove  | KO (coups de poing)                     | UFC 112: Invincible                | 10 avril 2010     | 2     | 2:50  | Abou Dabi, Émirats arabes unis          | Combat de la soirée                           |
| Victoire | 7-1    | Ryan Jensen    | Soumission (coups de poing)             | UFC 108: Evans vs. Silva           | 2 janvier 2010    | 1     | 2:30  | Las Vegas, Nevada, États-Unis           |                                               |
| Victoire | 6-1    | Nick Catone    | Décision partagée                       | UFC 102: Couture vs. Nogueira      | 29 août 2009      | 3     | 5:00  | Portland, Oregon, États-Unis            | Début en poids moyens                         |
| Défaite  | 5-1    | Matt Hamill    | KO (coup de pied à la tête)             | UFC 96: Jackson vs. Jardine        | 7 mars 2009       | 1     | 3:53  | Columbus, Ohio, États-Unis              |                                               |
| Victoire | 5-0    | Ricardo Barros | TKO (coups de poing)                    | WEC 37: Torres vs. Tapia           | 3 décembre 2008   | 1     | 2:26  | Las Vegas, Nevada, États-Unis           |                                               |
| Victoire | 4-0    | Chuck Grigsby  | KO (coups de poing)                     | WEC 34: Faber vs. Pulver           | 1er juin 2008     | 1     | 4:15  | Sacramento, Californie, États-Unis      |                                               |
| Victoire | 3-0    | Tony Rubalcava | Décision unanime                        | PFC 4: Project Complete            | 18 octobre 2007   | 3     | 3:00  | Lemoore, Californie, États-Unis         |                                               |
| Victoire | 2-0    | Mike Pierce    | Décision unanime                        | GC 69: Bad Intentions              | 22 septembre 2007 | 3     | 5:00  | Sacramento, Californie, États-Unis      |                                               |
| Victoire | 1-0    | Austin Achorn  | TKO (coups de poing)                    | PFC 3: Step Up                     | 19 juillet 2007   | 1     | 1:25  | Lemoore, Californie, États-Unis         | Début en poids mi-lourds                      |